# Tuna församling, Linköpings stift
Tuna församling är en församling i Smålandsbygdens kontrakt i Linköpings stift inom Svenska kyrkan. Församlingen ingår i Vimmerby pastorat och ligger i Vimmerby kommun i Kalmar län.
Församlingens kyrka är Tuna kyrka.

## Administrativ historik
Församlingen har medeltida ursprung. 
Församlingen var mycket tidigt annexförsamling i pastoratet Kristdala och Tuna, för att därefter till 1 november 1985 utgöra ett eget pastorat. Från 1 november 1985 är församlingen en annexförsamling i pastoratet Vimmerby och Tuna som 1992 utökades med Rumskulla och Pelarne församlingar, och som från 2006 också omfattar Frödinge och Locknevi församlingar.

## Organister och klockare
| Ämbetstid | Namn               | Levnadstid | Övrigt                |
| --------- | ------------------ | ---------- | --------------------- |
| 1780-1791 | Nils Dalström      | 1732-1791  | Klockare              |
| 1792-     | Samuel Samuelsson  | 1763-      | Klockare              |
| 1801-1809 | Magnus Apelstam    | 1769-1817  | Organist och klockare |
| 1809-1838 | Isak Ekman         | 1787-1838  | Organist och klockare |
| 1838-1856 | Frans Johan Ekman  | 1814-      | Organist och klockare |
| 1858-1870 | Jacob August Enwal | 1830-      | Organist och klockare |